# رياعة أكر
رياعة أكر (الاسم العلمي: Syzygium acre)، هي شجرة من الغابات المطيرة تنتمي إلى فصيلة الآسية وتستوطن كاليدونيا الجديدة.

## الوصف
رياعة أكر هي شجرة نخيلية أو ركنية من نوع ثخينات الساق (pachycaul) يصل ارتفاعها إلى 33 قدمًا (10 أمتار). عادةً ما تكون غير متفرعة، ولكن يمكن أن تحتوي على تكرارين أو ثلاثة تكرارات رأسية مع وردة من الأوراق الضخمة في أعلى كل منها، حيث يصل طول كل ورقة إلى خمسة أقدام (1.5 متر) وعرضها 16 بوصة (38 سم). أوراقها صغيرة وزهورها وردية اللون. هذه الزهور ساقية (Cauliflory) (تنمو مباشرة من الجذع) ويبلغ طولها حوالي بوصتين (5 سم) ومعلقة. ثمرتها ذات لون أرجواني داكن وهي ليفية.